# 艾米·舒默的內心世界
《艾米·舒默的内心世界》（英語：Inside Amy Schumer）是一套由艾米·舒默主持及創作的喜劇小品。第一季於2013年4月30日在喜劇中心首播，並在2016年1月6日已獲續訂第五季。本節目贏得皮博迪獎及2座艾美獎。

## 節目結構
每集會分為數段時間長短不一的環節︰小品、棟篤笑及街頭訪問。艾米·舒默是唯一一位演員於每集節目及所有環節均有出現。喜劇中心會播送兩段不同版本的節目︰消音版本於黃金時間播放及無消音版本於深夜播放。

## 播映情況
| 季數 | 集数 | 集数 | 首播日期      | 首播日期      |
| 季數 | 集数 | 集数 | 首映          | 季终          |
| ---- | ---- | ---- | ------------- | ------------- |
| 1    | 10   | 10   | 2013年4月30日 | 2013年7月2日  |
| 2    | 10   | 10   | 2014年4月1日  | 2014年6月3日  |
| 3    | 10   | 10   | 2015年4月21日 | 2015年7月7日  |
| 4    | TBA  | TBA  | 2016年4月21日 | 2016年6月16日 |

## 外部連結
- 官方网站
- 互联网电影数据库（IMDb）上《Inside Amy Schumer》的资料（英文）

1. ↑  Rose, Lacey. . The Hollywood Reporter. January 6, 2016  [May 6, 2016]. （原始内容存档于2021-01-25）.